# Маунт-Плезант (Арканзас)
Маунт-Плезант (англ. Mount Pleasant, Arkansas) — город, расположенный в округе Изард (штат Арканзас, США) с населением в 401 человек по статистическим данным переписи 2000 года.

## География
По данным Бюро переписи населения США город Маунт-Плезант имеет общую площадь в 9,06 квадратных километров, водных ресурсов в черте населённого пункта не имеется.
Маунт-Плезант расположен на высоте 187 метров над уровнем моря.

## Демография
По данным переписи населения 2000 года в Маунт-Плезанте проживал 401 человек, 113 семей, насчитывалось 166 домашних хозяйств и 182 жилых дома. Средняя плотность населения составляла около 44,6 человек на один квадратный километр. Расовый состав Маунт-Плезанта по данным переписи распределился следующим образом: 99,25 % белых, 0,25 % — азиатов, 0,50 % — представителей смешанных рас.
Испаноговорящие составили 1,50 % от всех жителей города.
Из 166 домашних хозяйств в 37,3 % — воспитывали детей в возрасте до 18 лет, 52,4 % представляли собой совместно проживающие супружеские пары, в 11,4 % семей женщины проживали без мужей, 31,9 % не имели семей. 28,3 % от общего числа семей на момент переписи жили самостоятельно, при этом 15,7 % составили одинокие пожилые люди в возрасте 65 лет и старше. Средний размер домашнего хозяйства составил 2,42 человек, а средний размер семьи — 3,00 человек.
Население города по возрастному диапазону по данным переписи 2000 года распределилось следующим образом: 30,2 % — жители младше 18 лет, 6,5 % — между 18 и 24 годами, 27,9 % — от 25 до 44 лет, 23,2 % — от 45 до 64 лет и 12,2 % — в возрасте 65 лет и старше. Средний возраст жителей составил 35 лет. На каждые 100 женщин в Маунт-Плезанте приходилось 91,9 мужчин, при этом на каждые сто женщин 18 лет и старше приходилось 84,2 мужчин также старше 18 лет.
Средний доход на одно домашнее хозяйство в городе составил 21 875 долларов США, а средний доход на одну семью — 29 286 долларов. При этом мужчины имели средний доход в 22 115 долларов США в год против 17 250 долларов среднегодового дохода у женщин. Доход на душу населения в городе составил 11 014 долларов в год. 16,7 % от всего числа семей в округе и 21,5 % от всей численности населения находилось на момент переписи населения за чертой бедности, при этом 20,7 % из них были моложе 18 лет и 52,2 % — в возрасте 65 лет и старше.